# نیروی هوایی سلطنتی هلند
نیروی هوایی پادشاهی هلند (هلندی: Koninklijke Luchtmacht) نیروی هوایی زیرمجموعه نیروهای مسلح هلند است، که در سال ۱۹۵۳ فعالیت خود را آغاز نمود.